# Kościół Najświętszego Serca Jezusowego w Łodzi

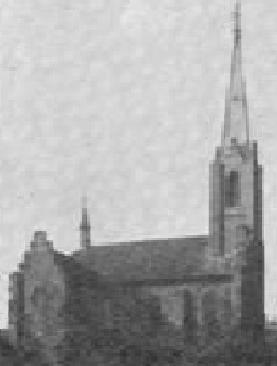
Archiwalne zdjęcie świątyni

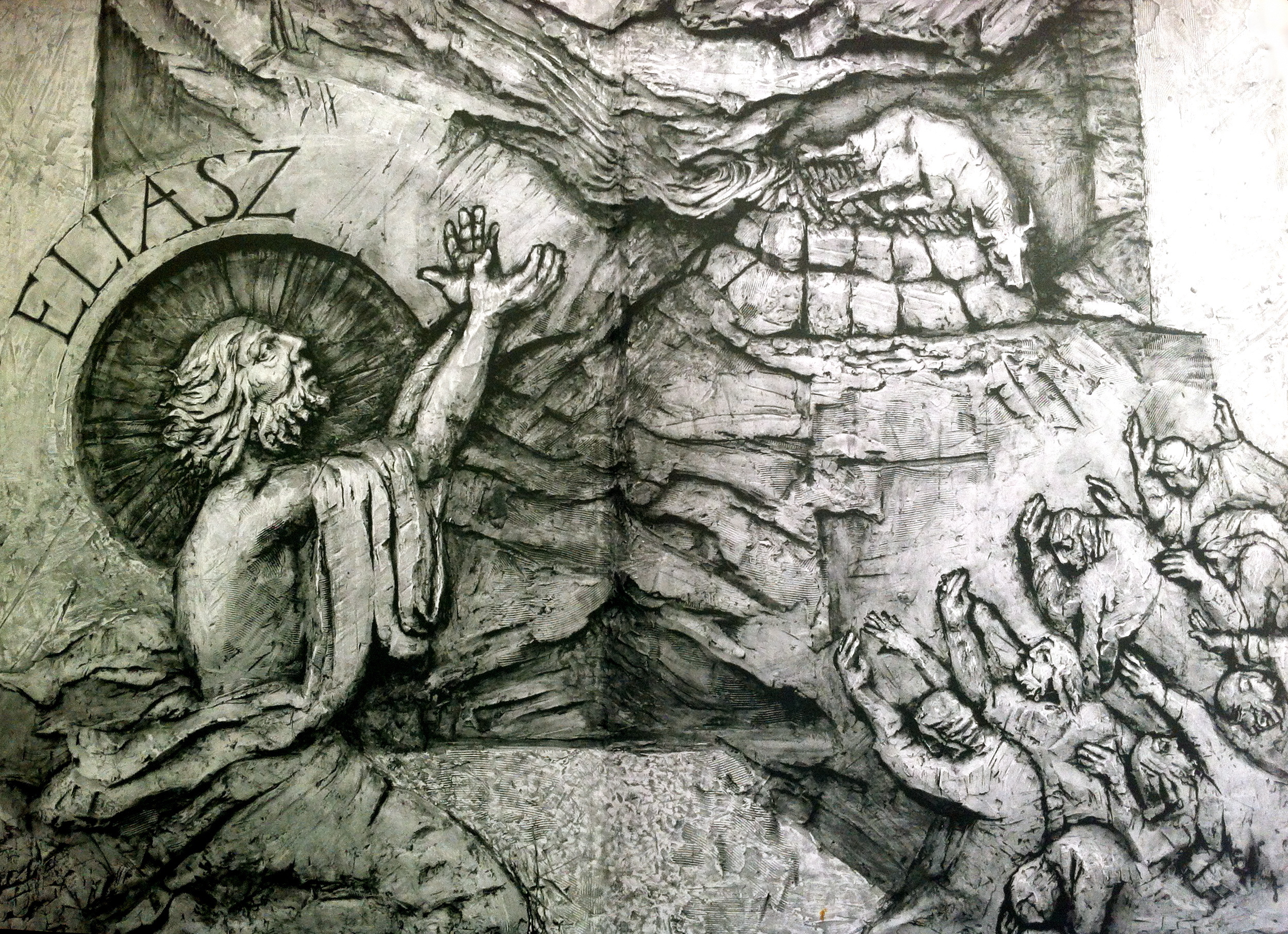
Płaskorzeźba „Eliasz”; autor Wojciech Gryniewicz – Kaplica Chrystusa Miłosiernego

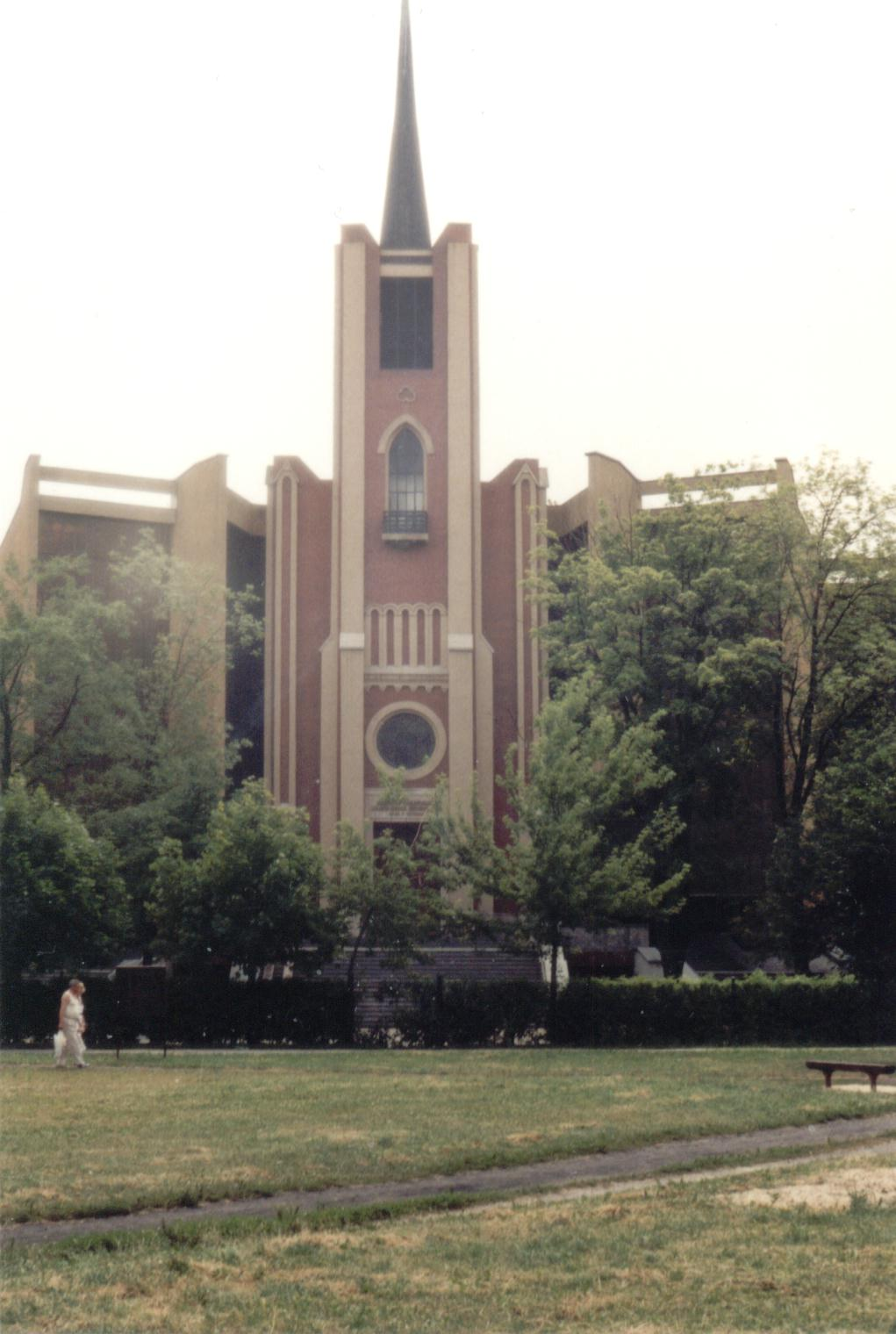
Dzwonnica i ściana frontowa kościoła NSJ – tylko one pozostały z pierwotnego budynku świątyni po rozbudowie z przełomu lat 70. i 80

Kościół pw. Najświętszego Serca Jezusowego – katolicka świątynia parafialna na osiedlu Retkinia w Łodzi.
Kościół jest siedzibą parafii pw. Najświętszego Serca Jezusowego należącej do dekanatu Łódź-Retkinia-Ruda archidiecezji łódzkiej.

## Historia
Kościół NSJ to najstarszy kościół na tym osiedlu, zbudowany po tym, jak 18 maja 1910, po wieloletnich staraniach mieszkańców, biskup kujawsko-kaliski Stanisław Zdzitowiecki erygował parafię pw. Najświętszego Serca Jezusowego w ówczesnej podłódzkiej wsi Retkinia. Kościół ten zastąpił istniejącą od 1907 r. tymczasową, drewnianą kaplicę.
Kościół pierwotnie zbudowany był w stylu nawiązującym do neogotyckiego. Była to świątynia jednonawowa, murowana, zbudowana na rzucie w formie krzyża łacińskiego, którego poprzeczne ramiona zawierały kaplice boczne.
W latach 1977–1983, po zbudowaniu osiedla mieszkaniowego z wielkiej płyty i wynikającego z tego znacznego wzrostu liczby parafian, kościół został gruntownie rozbudowany, powiększając kilkakrotnie swą powierzchnię. W wyniku tej rozbudowy ze starej budowli pozostała jedynie dzwonnica i ściana frontowa. W połowie lat 80. także dzwonnica została częściowo przebudowana.
Kościół NSJ jest świątynią dwukondygnacyjną, pod główną salą kościoła, tzw. kościołem górnym znajduje się nieco mniejszy kościół dolny, w którym także odbywają się nabożeństwa. Kościół posiada konstrukcję nośną z żelbetu, natomiast ściany osłonowe są z cegły. Obiekt ma wachlarzowo rozwinięte okna. Autorem architektonicznego projektu rozbudowy był architekt Marian Sordyl.
Dwukondygnacyjność jako rozwiązanie architektoniczne, które zaproponowano w latach 70. wynikała z tego, iż nawet mimo rozbudowy świątynia, w której w każdą niedzielę odbywało się ok. 8 mszy, nie byłaby w stanie pomieścić w górnym kościele wszystkich wiernych z bardzo licznej parafii, obejmującej szybko rozwijające się osiedle oraz skupiska domów jednorodzinnych.
Mimo istnienia dwu kondygnacji liczba osób biorących udział w nabożeństwach, zwłaszcza w dni ważnych świąt kościelnych była tak duża, iż wierni musieli tłoczyć się, a także stać w przedsionkach kościoła, lub wręcz na schodach, jako że 1985 r. na terenie parafii Najświętszego Serca Jezusowego zamieszkiwało blisko 80 tysięcy mieszkańców. Sytuacja zaczęła się zmieniać w II poł. lat 80.
Już wkrótce po przebudowaniu budynku z terenu podległej parafii wyodrębniono kolejne jednostki organizacyjne: parafię pw. Chrystusa Króla (1982), Najświętszej Eucharystii (1987), Wniebowstąpienia Pańskiego (1989) i św. Rodziny (1990). Spowodowało to znaczące zmniejszenie liczby parafian kościoła, a także spadek uczestników mszy, gdyż nowo erygowane parafie w krótkim czasie otrzymały własne obiekty sakralne.

## Rzeźby w Kościele
W latach 1998–2000 artysta rzeźbiarz Wojciech Gryniewicz zaprojektował:
- płaskorzeźby: Przymierze Miłości
- rzeźba „Zwiastowanie”: Kaplica Matki Bożej
- rzeźba „Boże Narodzenie”: Kaplica Matki Bożej
- rzeźba „Adoracja Korony”: Kaplica Matki Bożej
- rzeźba „Chrzest Chrystusa”: Kaplica Chrystusa Miłosiernego
- rzeźba „Objawienie Ducha św.”: Kaplica Chrystusa Miłosiernego
- rzeźba „Adoracja Krzyża Drzewa Życia”: Kaplica Chrystusa Miłosiernego
- rzeźba „św. Faustyny”: Kaplica Chrystusa Miłosiernego
- płaskorzeźba „Adam i Ewa Drzewo Życia”: Kaplica Chrystusa Miłosiernego
- płaskorzeźba „Noe”: Kaplica Chrystusa Miłosiernego
- płaskorzeźba „Abraham”: Kaplica Chrystusa Miłosiernego
- płaskorzeźba „Mojżesz”: Kaplica Chrystusa Miłosiernego
- płaskorzeźba „Dawid”: Kaplica Chrystusa Miłosiernego
- płaskorzeźba „Salomon”: Kaplica Chrystusa Miłosiernego
- płaskorzeźba „Melchizedek”: Kaplica Chrystusa Miłosiernego
- płaskorzeźba „Eliasz”: Kaplica Chrystusa Miłosiernego
- płaskorzeźba „Izajasz”: Kaplica Chrystusa Miłosiernego
- płaskorzeźba „Jeremiasz”: Kaplica Chrystusa Miłosiernego
- płaskorzeźba „Ezechiel”: Kaplica Chrystusa Miłosiernego
- płaskorzeźba „Daniel”: Kaplica Chrystusa Miłosiernego
- płaskorzeźba „Zachariasz”: Kaplica Chrystusa Miłosiernego